# Золочівський радіозавод
ё
ТДВ «Золочівський радіозавод» є правонаступником ВАТ «Золочівський радіозавод» який заснований 3 листопада 1966 року на правах філіалу Львівського радіотехнічного заводу «Вимірювач». Вироби заводу у той час демонстрували на 118 міжнародних виставках та ярмарках 38 країн світу і експортували у 40 країн на 5 континентах. Продукція нагороджена 37 золотими, срібними та бронзовими медалями виставок. У попередні роки основними видами продукції були: радіовимірювальні прилади (осцилографи, телевізійні осцилографи, цифрові вольтметри, вимірювачі параметрів, вимірювачі температури).
На даний час[коли?] підприємство підписало договір про співпрацю з німецьким інвестором ТзОВ «Електроконтакт Україна», що спеціалізується по випуску електричних кабелів для автомобілів Mercedes-Benz, BMW, Opel.
У серпні 2021 року у швейній майстерні заводу виникло загоряння, яке пошкодило покрівлю на площі понад 1 тис. м².